# Licuala stipitata
Licuala stipitata är en enhjärtbladig växtart som beskrevs av Karl Ewald Maximilian Burret. Licuala stipitata ingår i släktet Licuala och familjen Arecaceae. Inga underarter finns listade i Catalogue of Life.